# قطر أسطوانة (محرك)

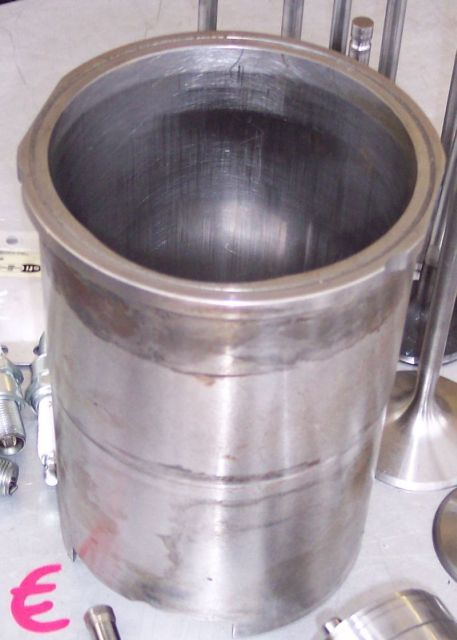

قطر الأسطوانة (بالإنجليزية:Bore) هو القطر المُقاس للإسطوانات في المحركات الترددية. يُستخدم المصطلح أيضا للإشارة إلى قطر المحركات البخارية أو محركات السيارات أو القاطرات.
يتم حساب إزاحة المحرك بناءً على قطر الاسطوانة وطول الشوط وعدد الأسطوانات عن طريق المعادلة التالية:
الإزاحة = π ( 12 × bore )2 × stroke × ncylinders
تشير نسبة الشوط (stroke ratio) التي يتم حسابها من خلال قسمة قطر الاسطوانة على الشوط ، ما إذا كان المحرك مصممًا لتوفير الطاقة عند سرعات المحرك العالية (rpm) أو عزم الدوران عند سرعات المحرك المنخفضة. يمكن أيضًا استخدما مصطلح «قطر الاسطوانة» للإشارة إلى تجويف الأسطوانة في المحرك بخاري.